# Naturschutzgebiet Les Grangettes

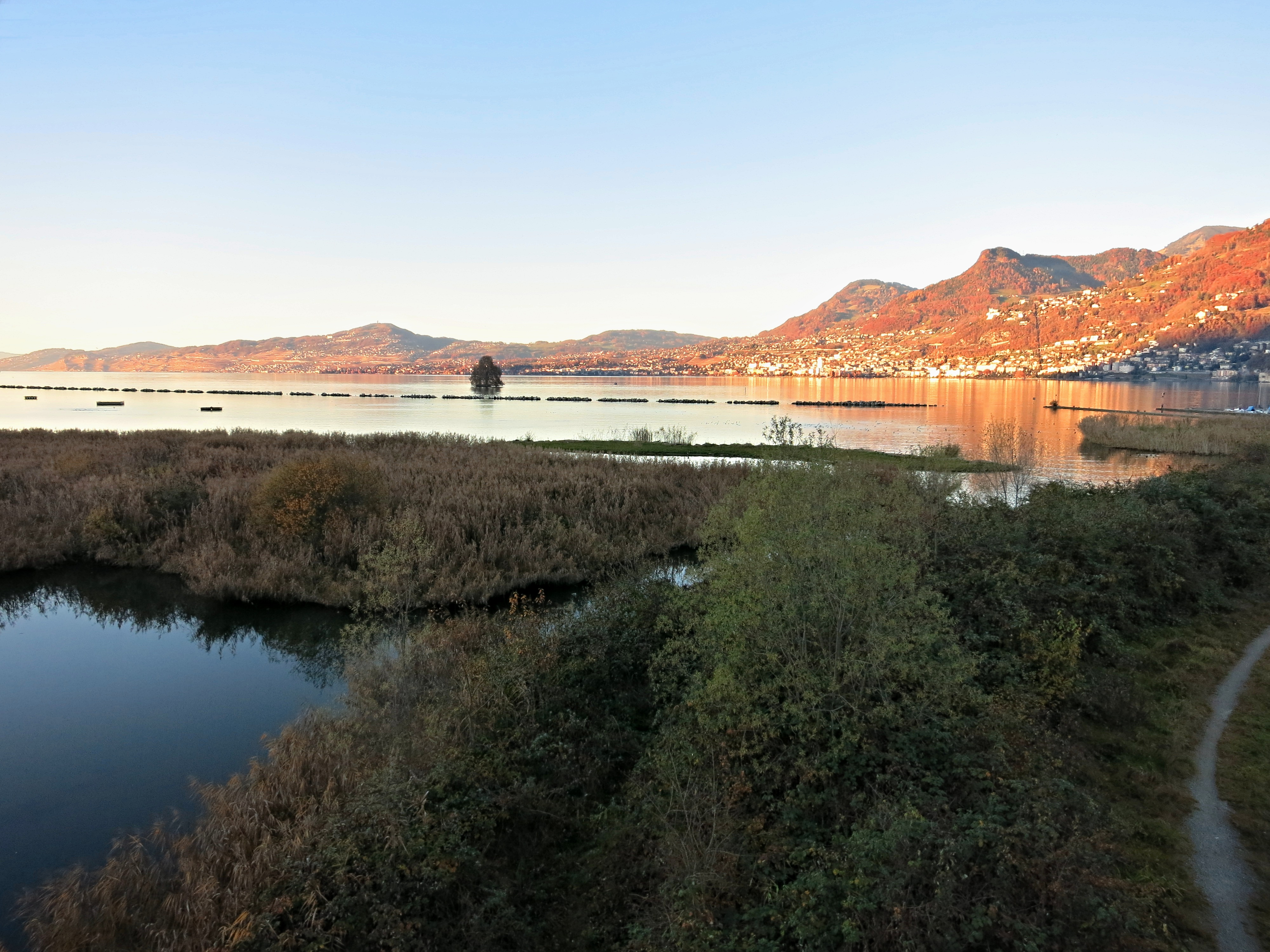
Der Rand des Naturschutzgebiets Les Grangettes am Ufer des Genfersees

Das Naturschutzgebiet Les Grangettes ist ein Naturreservat von internationaler Bedeutung in der Schweiz. Es liegt am Südostufer des Genfersees in der Landschaft des Chablais und umfasst einerseits ein geschütztes Areal auf dem Gebiet der Gemeinde Noville im Kanton Waadt und andererseits eine grosse Zone der Wasserfläche des Genfersees im Kanton Waadt und im Kanton Wallis.
Die gesamte See- und Landfläche des Reservats hat eine Grösse von 6.359 Hektar. Das ganze Gebiet oder seine einzelnen Bereiche sind als BLN-Landschaft, als Moorgebiete, als Auengebiete, als Wasservogelreservate, als Important Bird Area und auch als Ramsar-Gebiet ausgewiesen. Ausserdem ist das Reservat von Les Grangettes ein anerkanntes Schutzgebiet im europäischen Smaragd-Netzwerk. Die Teilzonen unterliegen unterschiedlichen Schutzvorschriften.
Im Volksmund nennt man das Gebiet bei der Rhonemündung am Genfersee gelegentlich auch Petite Camargue (Kleine Camargue) oder Camargue vaudoise – zum Vergleich mit der Camargue im Rhonedelta am Mittelmeer.
Die Bezeichnung Les Grangettes ist der Siedlungsname eines kleinen Weilers nördlich von Noville am Seeufer.

## Geschichte
Das ehemalige Sumpfgebiet auf dem Schwemmland in der Rhoneebene des Chablais ist seit der Kanalisierung der Rhone im 19. Jahrhundert teilweise verlandet und ein grosser Teil der Naturlandschaft ist vom Rand her für den Siedlungsbau, Verkehrsanlagen, die Landwirtschaft und andere Infrastrukturprojekte umgestaltet worden. Wirtschaftswege und Entwässerungskanäle durchziehen die Ebene. Noch bis in die 1990er Jahre bestand ein Plan für den Bau einer neuen Autostrasse nahe am Genfersee von Villeneuve im Kanton Waadt nach Le Bouveret im Kanton Wallis. Zwei Gasleitungen der Firma Gaznat führen über den Seeboden des Genfersees und durch das Gebiet Les Grangettes nach Bex: der 1974 verlegte Gazoduc Suisse Romand und die 1995 parallel dazu gebaute Pipeline von Lausanne nach Bex liegen westlich des Campingplatzes Les Grangettes und folgen danach dem Entwässerungskanal Grand Canal. Von einem Areal am Grand Canal aus betrieb die Firma Petrosvibri um 2010 am Rand des Naturschutzgebiets eine Probebohrung tief in den Untergrund auf der Suche nach Erdgas.
1915 richtete die Westschweizer Vogelschutzorganisation Nos Oiseaux bei Villeneuve ein erstes Schutzgebiet ein, und 1924 entstand bei Noville ein Jagdschutzgebiet. 1957 stellte der Kanton Waadt die Sumpflandschaft am See unter kantonalen Schutz, nachdem ein von Promotoren in Montreux ausgearbeitetes Projekt für einen Flugplatz bei Noville nicht realisiert worden war. Im Jahr 1970 widmeten der Schweizer Heimatschutz und der Schweizerische Bund für Naturschutz (heute Pro Natura) die im ganzen Land durchgeführte Schoggitaleraktion dem Gebiet Les Grangettes; mit dem Ertrag konnte der Bund für Naturschutz ein bedeutendes Areal mit einer Fläche von 70 Hektar im Feuchtgebiet erwerben. 1958 und 1977 wurde das Biotop als national bedeutendes Naturreservat anerkannt. 1985 stellte die Regierung des Kantons Waadt zusätzlich eine Flachwasserzone vor dem Seeufer bei Noville unter Schutz. Insgesamt umfasst das Schutzgebiet am Land etwa 200 Hektaren.
Die 1990 vom regionalen Naturkundeverein Cercle des sciences naturelles Vevey-Montreux und dem Schweizerischen Bund für Naturschutz gegründete Stiftung Les Grangettes setzt sich für die Erhaltung und die didaktische Vermittlung des Schutzgebiets ein. 1995 machte sie die Bevölkerung der Region Chablais mit einer Ausstellung im Monthey und in Montreux auf den Wert des am Genfersee einzigartigen Naturareals aufmerksam. Die Stiftung führt besonders die seit 1969 von den Naturschutzorganisationen jährlich vorgenommenen Reinigungsaktionen im Areal weiter. Mit diesen Massnahmen, an denen sich jeweils zahlreiche Freiwillige aus der Region und gelegentlich auch das Schweizer Militär beteiligen, geht es vor allem um die Erhaltung des Pflanzenbestands. Wegen der Ufererosion und dem Wellenschlag war die Schilffläche am See von 17 Hektaren im Jahr 1942 auf nur noch 4,5 Hektar um 1972 geschwunden. Dabei hatte besonders die grosse Menge an Schwemmholz, das von der Rhone nach Hochwassern im Wallis in den Genfersee verfrachtet und von Wind und Wellen in die Flachwasserzone von Les Grangettes gedrückt wird, die Brutzonen stark beschädigt. Bei den umfangreichen Säuberungsarbeiten setzte die Stiftung Les Grangettes oft auch Helikopter ein, um nicht mit schweren Maschinen durch die Riedlandschaft und das Röhricht fahren zu müssen. Zum Schutz des für die Wasservögel wichtigen Schilfbestands liess der Kanton Waadt um 1980 am Seeufer einen vorgelagerten Damm aus Steinblöcken errichten.
1997 veröffentlichte der Kanton zur Umsetzung der nationalen Vorgaben einen Zonenplan über die Landschaft Site marécageux de Noville, um welchen eine jahrelange erbitterte Auseinandersetzung entbrannte. Gegen die im Gestaltungsplan vorgesehenen Einschränkungen für die private Nutzung des Areals setzten sich zahlreiche Personen in der Region und an vorderster Front der 1994 gegründete Verein Association pour la cohabitation dans les Grangettes  in der Öffentlichkeit und auch juristisch zur Wehr. Eine bis vor das Bundesgericht gebrachte Klage wurde von diesem mit Gerichtsentscheid vom 23. Juni 2005 abgewiesen. Eine sachliche Einsprache des WWF gegen den Zonenplan wurde hingegen vom Justiz- und Polizeidepartement des Kantons Waadt akzeptiert und führte dazu, dass auch die Seefläche vor dem Feuchtgebiet in das Projekt mit einbezogen wurde.
Das 1992 mit der vom Bundesrat beschlossenen «Auenverordnung» unter Schutz gestellte Auengebiet auf dem Land besteht aus mehreren Zonen. Es befindet sich auf der rechten Seite der bei den früheren Korrektionsprojekten begradigten Rhone und bildet ein Relikt des ehemaligen grossflächigen Deltas dieses Flusses am Genfersee. Es umfasst einen Teil der Sumpfgebiete und Wälder am Rand der Rhoneebene. Die geschützten Areale liegen im nördlichen und westlichen Bereich des Gemeindegebiets von Noville zwischen dem Rhonekanal, dem Bach der Vieux Rhône,  dem Waadtländer Hauptentwässerungskanal der Ebene Grand Canal und dem Bach Eau Froide. Der See Chaux Rossa, der heute teilweise als Bootshafen Port du Vieux-Rhône dient, entstand am alten Rhonelauf als Baggersee für die Kiesgewinnung. Durch die Kiesgewinnung im Genfersee vor dem Rhonedelta, für welche die Baggerfirma Sagrave eine Konzession erhalten hatte, verändert sich die Struktur der Seeufers allmählich.

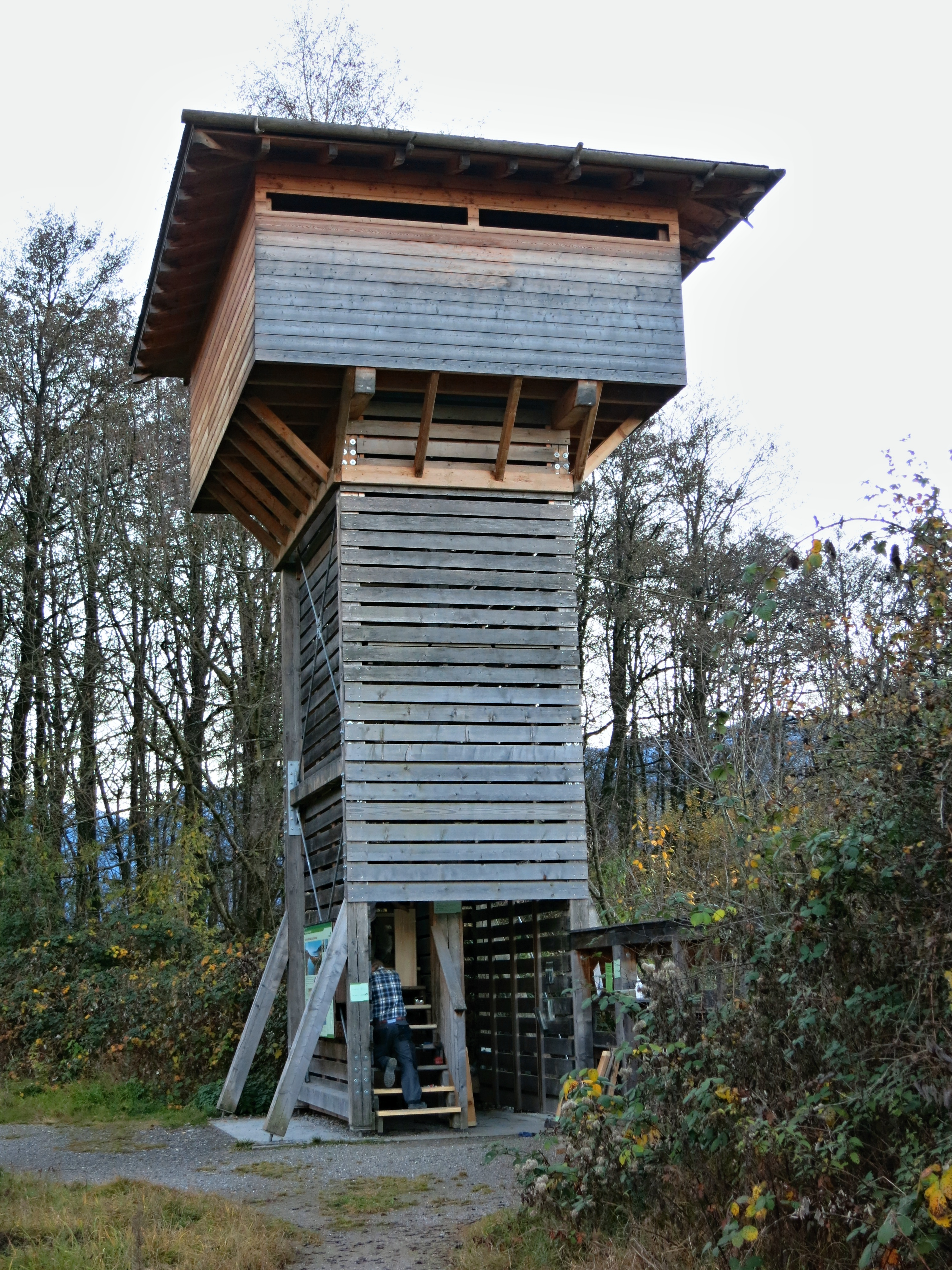
Grangettes-Turm, ein Vogelbeobachtungsturm im Reservat Les Grangettes

Das Areal Les Grangettes ist das wichtigste Brutgebiet am Genfersee und bietet ein Nahrungsangebot für viele Vogelarten. Die ausgedehnte Schutzzone auf dem See erstreckt sich über das ganze obere Seebecken zwischen Vevey, Montreux und Villeneuve im Kanton Waadt und Saint-Gingolph und Le Bouveret (Gemeinde Port-Valais) im Kanton Wallis. Für diese Fläche gilt ein Jagdverbot, und für die zwei besonders ausgewiesene Seeabschnitte La Mure und Les Saviez bei Noville und vor der Rhonemündung zusätzlich ein Verbot für die Schifffahrt, den Wassersport und das Baden. Im ganzen Uferabschnitt ist das Betreten der Flächen mit Schilfbestand ausserhalb der Fusswege verboten.
In der Zeit von 2008 bis 2015 haben der Kanton Waadt, Pro Natura und die Stiftung Les Grangettes den Zustand der Wasserlandschaft durch die Ausbaggerung der Lagune von Saviez und anderer Wasserflächen und durch das Roden von Gehölz verbessert.
Im Westen des Schutzgebiets liegt das teilweise bewaldete, sumpfige Reservat Le Fort zwischen der Alten Rhone und dem neuen Rhonekanal. Auf dieser Fläche wurden in der Mitte des 20. Jahrhunderts ausgedehnte Bestände von Pappeln als Rohstofflieferanten für die Zündholzindustrie angelegt. Ein schwerer Sturm zerstörte am 18. Juli 2005 rund die Hälfte der Pappelpflanzungen auf einer Schadenfläche von 30 Hektar. Die Landschaft von Le Fort wird bei der geplanten Dritten Rhonekorrektion dem Flussbett als Überflutungszone und renaturiertes Auengebiet zurückgegeben.
Ein Themenweg mit einem 2019 eingerichteten Informationspavillon führt von Villeneuve südlich des Sees durch die Naturlandschaft und über die 1923 gebaute Rhonebrücke Passerelle des Grangettes bis nach Le Bouveret. Von mehreren Fusswegen aus, vom Grangettes-Turm und durch Sichtschutzwände kann man die Tierwelt beobachten, ohne sie zu stören.
Zwischen den geschützten Naturarealen liegen Landwirtschaftsflächen, der Campingplatz Camping Les Grangettes, das Strandbad von Noville und der Bootshafen von Chaux rossa.

## Flora
Auf der ausgedehnten Uferlandschaft mit unterschiedlichen Bodenstrukturen leben verschiedene Pflanzengemeinschaften. Ein weiter geschlossener Schilfbestand kommt am Genfersee nur noch in diesem Schutzgebiet vor. In den Auwäldern und Sumpfgebieten, auf Wiesen und Trockenstandorten sind neben den typischen Pflanzen auch einzelne seltene Arten gefunden worden.

## Fauna
Im Gebiet Les Grangettes kommen gemäss bisherigen Beobachtungen 265 Vogelarten ständig oder in bestimmten Jahreszeiten vor. Mehr als 70 Arten leben als Brutvögel im Reservat.
Als weites Feuchtbiotop mit einem seichten Abschnitt des Seeufers und mehreren Seen und Teichen zählt das Gebiet zu den wichtigen Standorten für Brut- und Zugvögel in der Schweiz. Das Areal Les Grangettes gilt als international bedeutendes Vogelreservat. Es steht im Bundesinventar der Landschaften und Naturdenkmäler von nationaler Bedeutung und wird auch als Ramsar-Gebiet geführt. Man hat gegen 20.000 Zugvögel jährlich beobachtet.
Von den im IBA-Programm aufgeführten Vögeln kommen im Gebiet Les Grangettes vor: Haubentaucher, Kormoran, Reiherente, Schwarzmilan, Rotmilan, Turmfalke, Wendehals, Grünspecht, Gartenrotschwanz. Zudem finden sich die «Smaragd-Arten» Zwergdommel, Sperber, Baumfalke, Flussregenpfeifer, Kuckuck, Waldohreule, Eisvogel, Kleinspecht, Bergstelze, Wasseramsel, Drosselrohrsänger, Dorngrasmücke und Sommergoldhähnchen.
Ausser den Vögeln sind Fische, einige Arten von Reptilien wie die Ringelnatter und Amphibien wie der Bergmolch und der Teichmolch sowie Insekten und ausserdem der Biber, die Wasserspitzmaus und die Wasserfledermaus  im Schutzgebiet heimisch.